# Hugh Porter

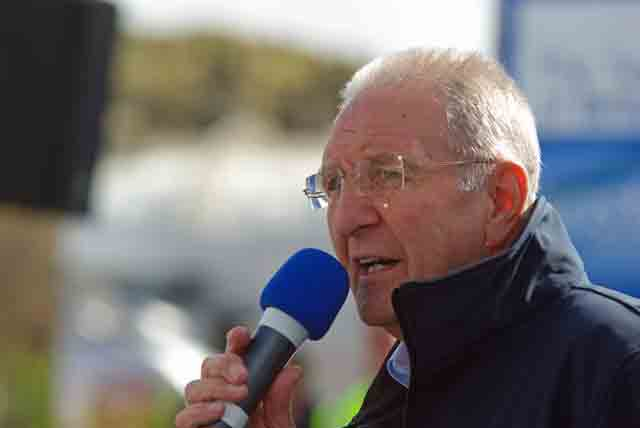
Hugh Porter (2010)

Hugh Porter (* 27. Januar 1940 in Wolverhampton) ist ein ehemaliger britischer Radrennfahrer. Mit vier Weltmeistertiteln in der Einerverfolgung ist er einer der erfolgreichsten Radsportler Großbritanniens. Heute arbeitet er als Sportkommentator für die BBC.

## Sportliche Karriere
Hugh Porter begann im Alter von 16 Jahren mit dem Leistungsradsport. Auch sein Vater war schon Radsportler und hatte ihn früh mit auf die Radrennbahn nach Halesowen genommen, wo er u. a. Reg Harris hatte fahren sehen. Hugh Porter selbst trainierte auf dem heimischen Velodrom in Wolverhampton und nahm dort regelmäßig an den wöchentlichen Meetings des „Wolverhampton Racing Cycling Clubs“ teil.
1963 wurde Porter Britischer Meister der Amateure in der Einerverfolgung und errang im selben Jahr bei den UCI-Bahn-Weltmeisterschaften in Rocourt den dritten Platz in derselben Disziplin. Bei den vorolympischen Wettkämpfen in Tokio gewann er das Turnier in der Einerverfolgung. In den folgenden Jahren wurde er noch viermal Britischer Meister. 1964 nahm er an den Olympischen Spielen in Tokio in Einer- und Mannschaftsverfolgung teil, konnte jedoch keine Medaille erringen. Auch im Straßenradsport war er bereits als Amateur erfolgreich. Er siegte u. a. 1965 beim Rennen von Brighton nach London, einem der ältesten britischen Eintagesrennen.
1966 siegte er in den Eintagesrennen Grand Prix of Essex und Archer Grand Prix. Ebenfalls 1966 errang Hugh Porter bei den Commonwealth Games 1966 in Jamaika die Goldmedaille in der Einerverfolgung, im Straßenrennen belegte er Rang zehn. Anschließend wurde er Profi. Nachdem er 1967 bei den Bahnradsport-Weltmeisterschaften in Amsterdam den zweiten Platz in der Verfolgung der Profis belegt hatte, wurde er 1968 in Rom Weltmeister, diesen Erfolg konnte er 1970, 1972 und 1973 wiederholen. Er nahm auch an Straßenrennen teil, konnte dort allerdings selten überzeugen. Zweimal konnte Porter das britische Rennen Tom Simpson Memorial für sich entscheiden. Er startete 1970 im heimischen Leicester bei den UCI-Weltmeisterschaften im Straßenrennen für die britische Nationalmannschaft und belegte den 64. Platz im Rennen.
1973 erlitt Porter einen schweren Verkehrsunfall, in dessen Folge er nie wieder an seine alte Form anknüpfen konnte.

## Beruf und Ehrungen
1976 trat Hugh Porter vom aktiven Radsport zurück. Er ist heute einer der populärsten Sportkommentatoren der BBC und u. a. auch als Sprecher im Manchester Velodrome tätig. Porter ist seit 1965 verheiratet mit der Schwimmolympiasiegerin Anita Lonsborough. Er wurde mit dem britischen Verdienstorden MBE ausgezeichnet. In seinem Heimatort Wolverhampton ist der „Hugh Porter Way“, der zur Radrennbahn führt, nach ihm benannt. 2008 wurde er im Rahmen der Bahn-Weltmeisterschaften in Manchester für seine Verdienste um den Radsport besonders geehrt. 2009 wurde Hugh Porter in die „British Cycling Hall of Fame“ aufgenommen. Das sind nur einige der vielen Ehrungen und Auszeichnungen, die Porter in Großbritannien inzwischen erhielt.